# Komlan Amewou
Komlan Amewou (ur. 15 grudnia 1983 w Lomé) – togijski piłkarz występujący na pozycji środkowego pomocnika.

## Kariera
Komlan Amewou jest wychowankiem drużyny Dynamic Togolais. W 2002 został graczem Heart of Lions. W tym zespole występował przez cztery sezony. W międzyczasie był wypożyczony do Al-Olympic Az-Zawiyah. W 2006 przeszedł do OC Agaza. Tu rozegrał 14 spotkań w lidze i strzelił 3 bramki. Od 2008 do 2010 występował w barwach Strømsgodset IF, po czym odszedł do Nîmes Olympique. W sezonie 2014/2015 grał w emirackim Nadi asz-Szab, a w sezonie 2015/2016 w omańskim Sur SC, w którym zakończył karierę.
W reprezentacji zadebiutował 8 kwietnia 2000 roku w zremisowanym 0:0 meczu eliminacji do MŚ 2002. Był powołany na Puchar Narodów Afryki 2010, jednak Togo zostało z niego ostatecznie wycofana, z powodu ataku na ich autokar. W 2013 roku powołano go do kadry na Puchar Narodów Afryki 2013. Od 2000 do 2015 roku rozegrał w kadrze narodowej 68 meczów i strzelił 4 gole.